# Nagroda Bożonarodzeniowa Towarzystwa Dziewięciu
Nagroda Bożonarodzeniowa Towarzystwa Dziewięciu (szw. De Nios julpris) – szwedzka nagroda literacka przyznawana przez szwedzkie Towarzystwo Dziewięciu, ufundowane testamentem szwedzkiej pisarki Lotten von Kræmer.

## Nagroda
Nagroda została przyznana po raz pierwszy w 2014 roku. Jest przyznawana w tygodniu przedświątecznym.
Nagroda jest zawsze nadawana bez podania przez Towarzystwo Dziewięciu kryteriów i uzasadnienia.
Wysokość nagrody wynosi od 30 000 do 50 000 koron szwedzkich.

## Laureaci
Od 2014 Towarzystwo ogłosiło następujących laureatów:
- 2014 – Therese Bohman, Carl-Michael Edenborg(inne języki), Lotta Lundberg(inne języki), Hanna Nordenhök(inne języki), Jayne Svennungsson oraz Per-Eric Söder (po 30 000 koron szwedzkich)[6]
- 2015 – Rolf Almström(inne języki), Görgen Antonsson(inne języki), Augustin Erba(inne języki), Tove Folkesson(inne języki), Agnes Gerner(inne języki), Johan Heltne(inne języki), Elise Karlsson, Mattias Alkberg(inne języki), Lina Sjöberg(inne języki) oraz Stina Stoor(inne języki) (po 30 000 koron szwedzkich)[2]
- 2016 – Sara Beischer(inne języki), Olivia Bergdahl(inne języki), Mikael Berglund, Elis Burrau(inne języki), Jonas Gren(inne języki), Eija Hetekivi Olsson(inne języki) oraz Thom Lundberg(inne języki) (po 30 000 koron szwedzkich)[7]
- 2017 – Celia B. Dackenberg(inne języki), Klaus Fischer, Marit Furn(inne języki), Agnes Lidbeck(inne języki), Aleksander Motturi(inne języki), Malin Nord(inne języki), Isabelle Ståhl(inne języki) oraz Måns Wadensjö(inne języki) (po 50 000 koron szwedzkich)[8]
- 2018 – Tatjana Brandt(inne języki), Lina Hagelbäck(inne języki), Alexander Mahmoud(inne języki), Helene Rådberg(inne języki), Burcu Sahin(inne języki) oraz David Väyrynen(inne języki) (po 50 000 koron szwedzkich)[9]
- 2019 – Alva Dahl(inne języki), Magnus Linton(inne języki), Peter Mickwitz(inne języki), Maja Thrane(inne języki), Nina Wähä oraz David Zimmerman(inne języki) (po 50 000 koron szwedzkich)[10]
- 2020 – Johanna Boholm(inne języki), Henry Bronett(inne języki), Ola Engelmark(inne języki), Rasmus Landström, Isabella Nilsson(inne języki), Peter Sandström(inne języki), Felicia Stenroth(inne języki), Nalle Valtiala(inne języki) oraz Heidi von Wright(inne języki) (po 50 000 koron szwedzkich)[4][11]